# Малий Сейл-Кі
Мали́й Сейл-Кі (англ. Little Sale Cay) — рівнинний острів в складі Багамських островів. В адміністративному відношенні відноситься до району Гранд-Кі.
Острів розташований на півночі архіпелагу Абако за 1,1 км на північ від острова Великий Сейл-Кі. Острів рівнинний, видовженої форми. Довжина становить 1,1 км, ширина до 180 м.
| Багамські Острови | Це незавершена стаття з географії Багамських Островів. Ви можете допомогти проєкту, виправивши або дописавши її. |